# Elizabeth Holmes

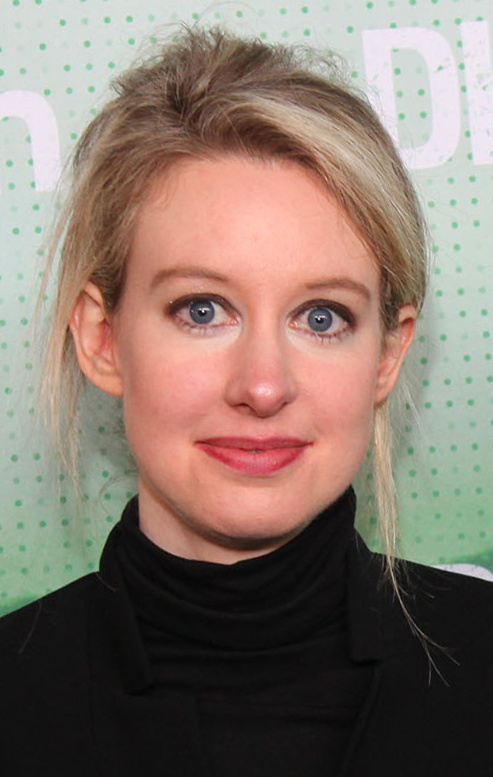
Elizabeth Holmes, 2014

Elizabeth Anne Holmes (* 3. Februar 1984 in Washington, D.C.) ist eine verurteilte Anlagebetrügerin und ehemalige US-amerikanische Biotechnologie-Unternehmerin. Sie war Geschäftsführerin des inzwischen insolventen und liquidierten Laborunternehmens Theranos. Wegen Einnahmen durch ihre Finanzbeteiligung an dem Unternehmen galt sie bis zur Aufdeckung des Betrugs als erste weibliche Selfmade-Milliardärin der Welt. Im November 2022 wurde sie zu 11 1⁄4 Jahren Haft verurteilt, wogegen sie Berufung eingelegt hat. Seit dem 30. Mai 2023 befindet sie sich im Bundesgefängnislager Bryan im US-Bundesstaat Texas in Haft.

## Leben

### Unternehmertätigkeit
Zur Unternehmensgründung von Theranos brach sie 2003 ihr Studium an der Stanford University ab und hielt später einen Anteil von 50 % an dem Unternehmen. Das Time-Magazin zählte sie 2015 zu den hundert einflussreichsten Personen der Welt und sie galt als weiblicher Steve Jobs. Im selben Jahr wurde durch Medienberichte deutlich, dass das Kernprodukt des Blutlabor-Unternehmens, ein Blutschnelltester, der angeblich 240 Krankheiten nachweisen konnte, weitgehend unwirksam war und Holmes dies wusste.
Die US-Börsenaufsicht beschuldigte Holmes im März 2018, dass es sich bei ihrem Unternehmen um einen groß angelegten Betrug handle. Sie wurde als Chefin abgelöst und ihr wurde für die nächsten zehn Jahre untersagt, ein börsennotiertes Unternehmen zu leiten. Es war Theranos auch danach nicht möglich, ein funktionierendes Produkt auf den Markt zu bringen. Die Firma wurde am 4. September 2018 geschlossen.

### Strafverfahren
Im Juni 2018 wurde gegen Holmes und den ehemaligen Präsidenten und Vorstand von Theranos, Ramesh Balwani, Anklage wegen Betruges an Investoren und Kunden erhoben. Das Verfahren verzögerte sich erheblich durch die COVID-19-Pandemie. Das zuständige Gericht entschied, das Verfahren gegen Balwani abzutrennen und erst nach dessen Beendigung jenes Verfahren gegen Holmes aufzunehmen. Obwohl das Gericht die zur Last gelegten Vorwürfe noch ausweitete und der Strafrahmen bis 20 Jahre Gefängnis reichte, blieben beide Angeklagte auf freiem Fuß. Der Prozess gegen Holmes sollte am 13. Juli 2021 beginnen. Aufgrund einer zuvor geheim gehaltenen Schwangerschaft Holmes’ und der Niederkunft im selben Monat wurde der Prozessbeginn mit der Auswahl der Geschworenen auf den 31. August verschoben.
Die Verhandlung wurde am 1. September 2021 in San José, Kalifornien eröffnet. Die Staatsanwaltschaft lud 29 Zeugen, die Verteidigung lediglich 3. Holmes trat am Schluss auch selbst in den Zeugenstand, nachdem sie drei Monate geschwiegen hatte; sie bestritt im Wesentlichen alle Vorwürfe. Die Verhandlung endete am 16. Dezember 2021 mit den Plädoyers von Anklage und Verteidigung. Am 3. Januar 2022 wurde Holmes in vier von elf Anklagepunkten schuldig gesprochen, die ihr Betrug an Investoren vorwerfen. Freigesprochen wurde sie in vier Fällen, die ihr Betrug an Patienten durch die jeweiligen Testresultate zur Last legen. In drei Punkten, in denen es ebenfalls um Betrug an Investoren ging, konnten sich die Geschworenen auch nach wiederholter Beratung nicht einigen. Anklage und Verteidigung hatten vorgeschlagen, dass das Strafmaß erst am 12. September 2022 verkündet werden sollte; theoretisch war eine Gefängnisstrafe von viermal 20 Jahren möglich, wobei aber in Kalifornien die Strafen parallel abgegolten werden können. Ohnehin gingen US-Prozessbeobachter davon aus, dass das Strafmaß deutlich geringer ausfallen werde. Bis zur Strafmaßverkündung blieb Holmes nach wie vor gegen Kaution auf freiem Fuß. Die Staatsanwaltschaft forderte eine Gefängnisstrafe von 15 Jahren und Schadenersatzzahlungen in Höhe von 800 Millionen US-Dollar, während die Verteidigung auf 18 Monate Gefängnis oder Hausarrest plus Sozialstunden plädierte. Am 18. November 2022 wurde Holmes zu einer Strafe von elf Jahren und drei Monaten Haft verurteilt, die sie nicht vor dem 27. April 2023 antreten musste, weil sie erneut schwanger war und so ihr Kind vor dem Haftantritt zur Welt bringen konnte. Am 30. Mai meldete sie sich im Bundesgefängnis Bryan, Texas zum Haftantritt. Gegen das Urteil hat sie Berufung eingelegt.

### Privates
Holmes hat mit ihrem Lebensgefährten zwei 2021 und 2023 geborene Kinder.

## Vermögen
Vom US-amerikanischen Wirtschaftsmagazin Forbes wurde Holmes’ Vermögen 2015 auf ca. 4,5 Milliarden US-Dollar geschätzt. Damit belegte sie auf der Forbes-Liste der reichsten Menschen der Welt 2015 Platz 360.
Im Juni 2016 bezifferte Forbes jedoch den Wert von Theranos auf 800 Millionen US-Dollar und korrigierte Holmes’ geschätztes Aktienvermögen entsprechend auf null, da ihr zwar 50 % des Unternehmens gehörten, sie jedoch im Gegensatz zu anderen Investoren keine Vorzugsanteile halte und somit im Falle einer Liquidierung des Unternehmens leer ausginge.

## Filme und Serien
- Die Erfinderin – Böses Blut im Silicon Valley, Dokumentarfilm, USA, 2019
- The Dropout, Miniserie, USA, 2022 (Emmy für Hauptdarstellerin Amanda Seyfried)
- Die smarten Verführer: Blut, Wind und das große Geld, Hochstapler in der Wirtschaft, Deutschland, 2023[27]

Apple TV+ plant zudem die Produktion einer Verfilmung des Stoffs durch Regisseur Adam McKay mit Schauspielerin Jennifer Lawrence in der Hauptrolle auf Grundlage des Buchs Bad Blood von John Carreyrou.